# Katrine Holten Kristensen
Katrine Holten Winther tidligere Kristensen (født 1989) er en dansk atlet, som er medlem af Københavns IF. Hun var tidligere i Trongårdens IF (-2006) og Frederiksberg IF (2007-2008).
Holten Kristensen blev dansk mester i trespring i 2008 med et spring på 11,40 og to gange ar hun vundet DM-inde, 2011 og 2019. Hun vandt sølv på 400 meter i 2007 og var samme år på 4 x 400 meter landsholdet i Europa-cupen. Under sin tid i Trongården vandt hun flere DM-stafet medaljer.

## Internationale ungdomsmesterskaber
- 2007 U20-NM 400 meter nummer 8 59,06

## Danske mesterskaber
- Guld 2019 Trespring-inde
- Bronze Trespring 2018
- Bronze 4 x 400 meer 2018
- Sølv 2018 Trespring-inde
- Sølv 2014 Trespring-inde
- Sølv 2013 Trespring
- Bronze 2012 Tresping-inde
- Sølv 2011 Trespring
- Guld 2011 4 x 200 meter-inde
- Guld 2011 Trespring-inde
- Guld 2008 Trespring
- Sølv 2007 400 meter
- Bronze 2006 1000 meter stafet
- Sølv 2005 4 x 200 merter indendørs
- Bronze 2003 4 x 100 meter
- Sølv 2003 4 x 400 meter